# 世界保健機関AWaRe
世界保健機関AWaRe分類（英: WHO AWaRe Classification）は、抗生物質の適切な使用を向上させるために抗生物質を3つのグループに分類する方法である。この分類は、部分的に抗生物質耐性の発生リスクとその医学的重要性に基づいている。抗生物質そのものの有効性や強さを反映したものではない。この分類は世界保健機構AWaRe抗生物質本に使用されており、34の一般的な感染症の治療に用いられる抗生物質の使用方法の概説とともに記載されている。
分類は”Access”、”Watch”、”Reserve”、の3つのグループがあり、Access（入手）は制限なく使用できることを意味する、Watch（観察）は使用には注意が必要であることを意味する、Reserve（予備）は他の選択肢がない場合に備えて保存する必要があること意味する。各国で使用される60%以上の抗生物質がAccessグループに分類されていことが推奨される。
この分類は世界保健機構（WHO）によって2017年に構成されたものである。WHOの必須医薬品モデルリストの一部である。2021年時点では258の抗生物質が分類されている。実施において課題にあげられることは、認識の欠如、政治的意志の低さ、財源の少なさ、などである。

## 分類

### Access（入手）
Accessグループは抗生物質耐性のリスクが低く一般的に感染症の一次治療や二次治療に推奨される抗生物質が分類される。これらの抗生物質は、一般的に安価で安全である。必要な時に入手できる状態にあるべきであり、緑色で強調表示されている。このグループに分類されている抗生物質は、アミカシン、アモキシシリン、アモキシシリン・クラブラン酸、アンビシリン、ベンジルペニシリン、セファレキシン、クロラムフェニコール、クリンダマイシン、ドキシサイクリン、にトロフラントイン、などである。60%近くの抗生物質が経口摂取できる。

### Watch（観察）
Watchグループは、通常、耐性リスクがより高い広域抗生物質が分類される。一般的に他に治療の選択がない場合のみに使用が推奨される。このグループの抗生物質は、効果を温存するために慎重に使用されるべきでありAccessグループにはそぐわない。一般的に価格帯も高く、黄色で強調表示されている。このグループに分類されている抗生物質は、アジスロマイシン、いくつかのセファロスポリン、シプロフロキサシン、クラリスロマイシン、バンコマイシン、などである。約40%が経口タイプである。

### Reserve（予備）
Reserveグループは、一般的にWHOの必須医薬品モデルリストから選ばれ、他の抗生物質では治療できない感染症（多剤耐性菌）に用いられる最後の選択肢である。これらは赤で強調表示されている。Reserveグループに分類される抗生物質は、セフタジジム・アビバクタム、コリスチン、ポリミキシンB（経口または注射）、リネゾリド、などである。注射型のホスホマイシンはReserveグループであり、経口タイプはWatchグループに分類される。Reserveグループの約10%は経口タイプのものが入手できる。

### Not Recommended（非推奨）
Not Recommendedグループは、場合によって推奨されない抗生物質などが分類される４つ目のグループである。